# 法師 (旅館)
36°19′54″N 136°26′53″E / 36.331698°N 136.448109°E

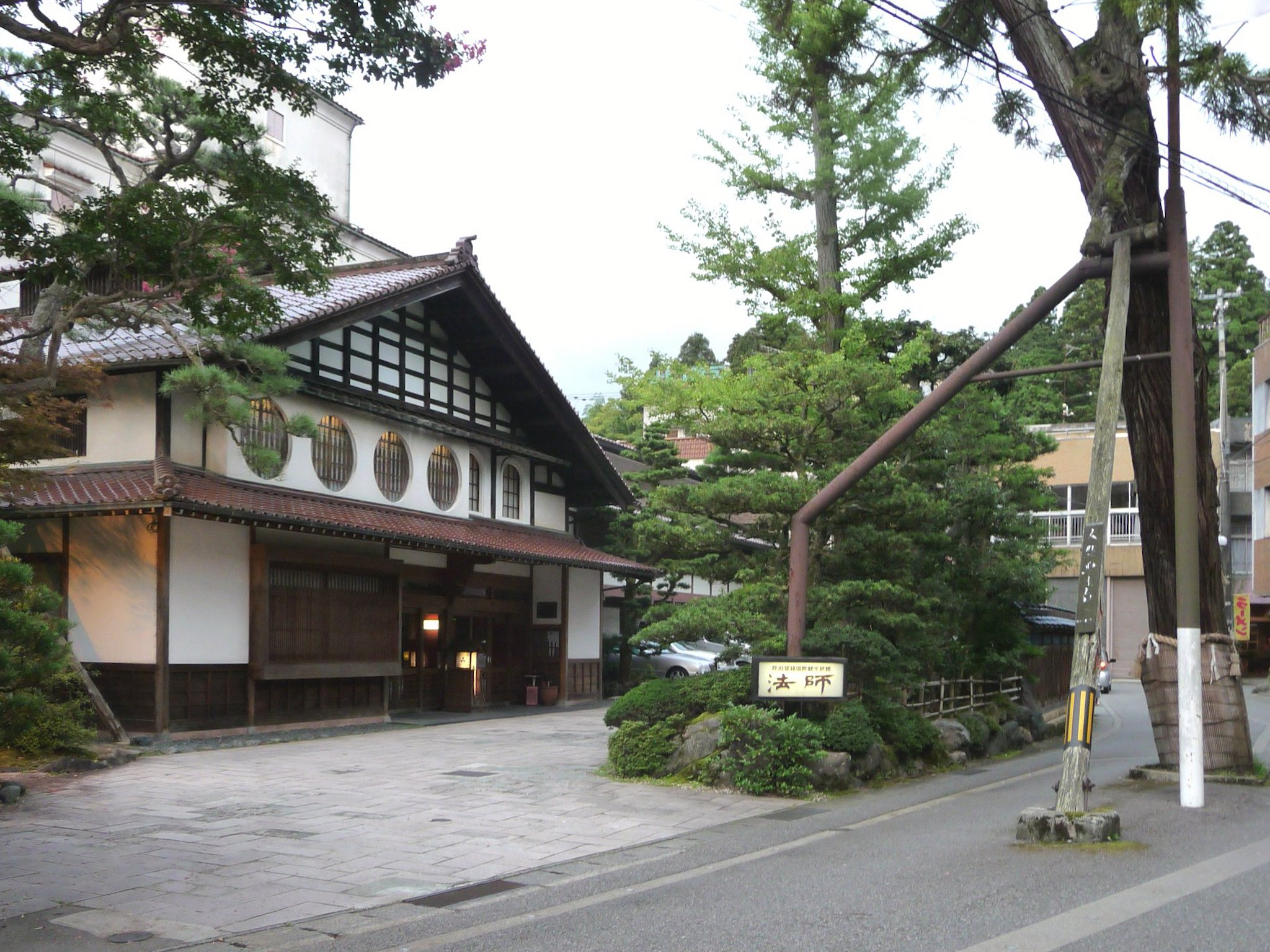
旅館的外觀

法師旅館（日语：／ Hoshi Ryōkan）是位於日本石川縣小松市粟津溫泉的一座旅館，創建於718年，也是栗津溫泉內最早開設的溫泉旅館，在2017年時的經營者是第46代經營者，不過目前旅館為「株式會社善吾樓」所擁有。
該旅館曾在1996年獲金氏世界紀錄認證為世界最古老的旅館，但在2011年金氏世界紀錄改認證位於日本山梨縣早川町西山溫泉，建於公元705年的慶雲館為世界最古老的旅館。。

## 外部連結
- 官方网站
- （日語） 粟津温泉　法師的Facebook專頁
- （日語） 法師的Instagram帳戶